# Arath Herce
Arath Herce es un cantautor y productor musical mexicano originario de Veracruz, nacido el 19 de enero de 2000, conocido por su estilo lírico, introspectivo y narrativo. Su música fusiona el folk, el indie rock y la canción de autor, con una estética influenciada por la poesía y el cine.

## Biografía
Comenzó a escribir canciones desde los ocho años, influenciado por su madre (fanática de la poesía) y su padre (fanático de agrupaciones como los Beatles). Su estilo se consolidó a partir de una profunda conexión con la literatura y las emociones humanas. Su talento llamó la atención de figuras como Alejandro Sanz y Leonel García, quien lo conectó con Sony Music para el desarrollo de su primer álbum.

## Carrera musical

### Balboa(2021)
En 2021 lanzó su álbum debut Balboa, nombrado así en honor a la calle donde creció. El disco explora temas como la familia, la juventud, el duelo y la transformación personal. Más adelante lanzó Balboa Naked, una versión acústica más íntima.
Entre sus canciones más destacadas se encuentran:
- Quiero sentirlo todo
- Miedo
- Lluvia
- Seguro lo sabremos al final

### Reconocimientos y colaboraciones
Ha sido apoyado por artistas como Natalia Lafourcade, Leonel García, Kany García y el productor Áureo Baqueiro. También ha trabajado con Jake Gosling, conocido por colaborar con Ed Sheeran.

### Sencillos recientes
En 2025 estrenó el sencillo Me levanté de la cama, que integró una propuesta audiovisual con coreografía y una narrativa visual minimalista.

## Estilo
Su música se caracteriza por letras profundas, imágenes poéticas y una narrativa personal. Entre sus principales influencias se encuentran Jeff Buckley, Silvio Rodríguez, Luis Alberto Spinetta, Bob Dylan, Leonard Cohen y Jorge Drexler.

## Discografía
- 2021 – Balboa
- 2021 – Balboa Naked
- 2025 – Me levanté de la cama (sencillo)